# Villadossola
Villadossola is een gemeente in de Italiaanse provincie Verbano-Cusio-Ossola (regio Piëmont) en telt 6905 inwoners (31-12-2004). De oppervlakte bedraagt 18,0 km², de bevolkingsdichtheid is 384 inwoners per km².

## Demografie
Villadossola telt ongeveer 3098 huishoudens. Het aantal inwoners daalde in de periode 1991-2001 met 7,5% volgens cijfers uit de tienjaarlijkse volkstellingen van ISTAT.
| Jaar | Inwoneraantal |
| ---- | ------------- |
| 1991 | 7469          |
| 2001 | 6908          |

## Geografie
De gemeente ligt op ongeveer 257 m boven zeeniveau.
Villadossola grenst aan de volgende gemeenten: Beura-Cardezza, Domodossola, Montescheno, Pallanzeno en Seppiana.

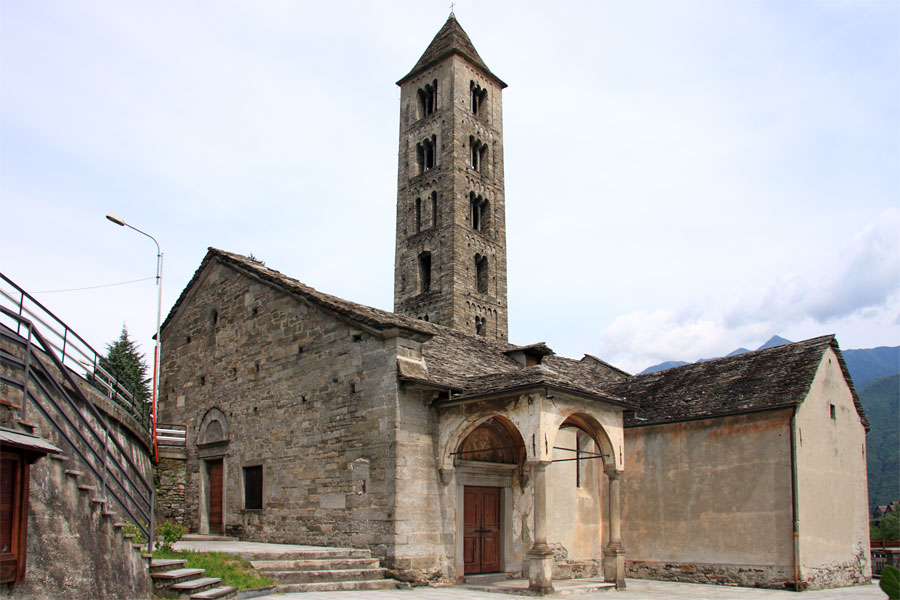